# ماهواره‌های ایران

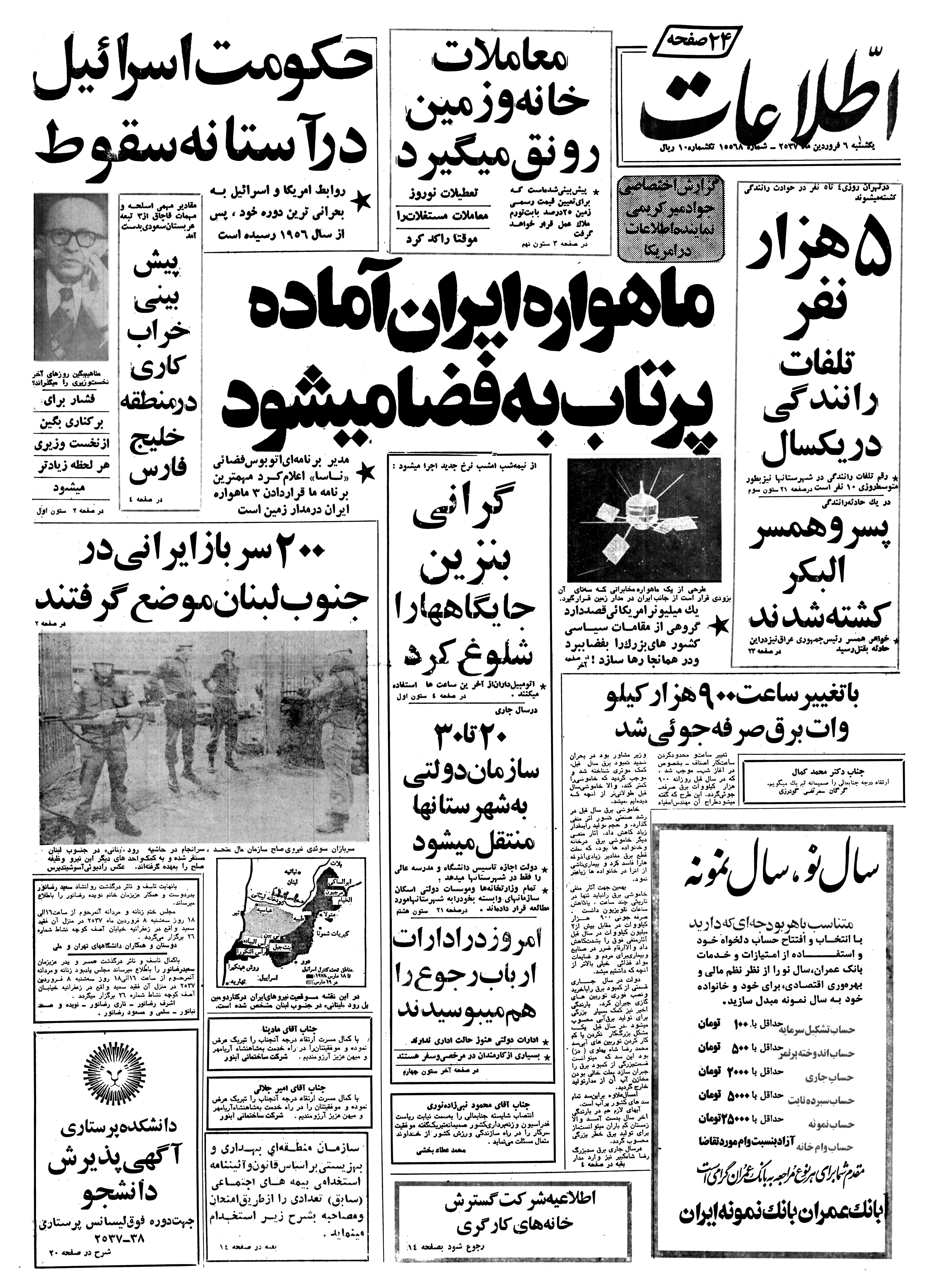
قرار بود در سالهای ۱۹۸۱ و ۱۹۸۳، سه ماهواره زهره توسط آمریکا(و نه ایران)به فضا پرتاب شود

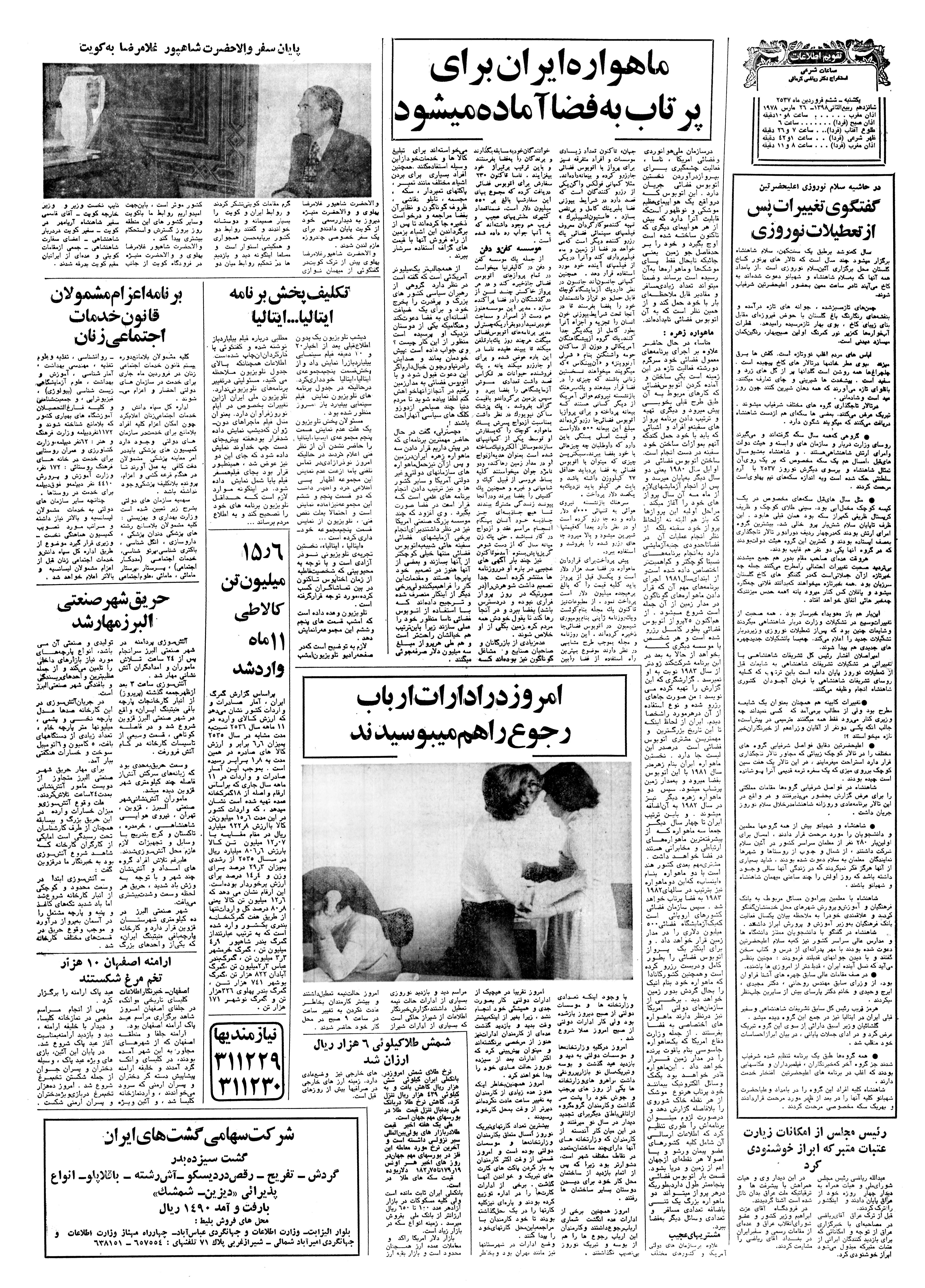
گزارش روزنامه اطلاعات پیرامون وعده پرتاب زهره در ۱۹۸۱ و ۱۹۸۳

کشور ایران (۲۰۰۹) نهمین کشور دنیا پس از شوروی (۱۹۵۷)، ایالات متحدهٔ آمریکا (۱۹۵۸)، فرانسه (۱۹۶۵)، ژاپن (۱۹۷۰)، چین (۱۹۷۰)، انگلیس(۱۹۷۱)، هند (۱۹۸۰) و اسرائیل(۱۹۸۸) است که مستقلاً موفق به پرتاب ماهواره شد. این مقاله به معرفی ماهواره‌های ساخت ایران یا متعلق به ایران می‌پردازد.

## نقاط مداری ایران
ایران تاکنون نقاط مداری زیادی را برای ارسال ماهواره مخابراتی ثبت کرده است. تعدادی از این نقاط به خاطر عدم توانایی ایران در استقرار ماهواره سلب امتیاز شده‌اند. ایران اخیراً اقدام به ثبت نقاط مداری دیگری کرده است.
| نام ماهواره | مدار         | تاریخ ثبت | وضعیت                                                        |
| ----------- | ------------ | --------- | ------------------------------------------------------------ |
| زهرهٔ ۱      | ۳۴ درجه شرقی | ۱۳۵۶      | در نوامبر سال ۲۰۱۲ امتیازش باطل شد                           |
| زهرهٔ ۲      | ۲۶ درجه شرقی | ۱۳۵۶      | با بهره‌گیری از امکانات ماهواره بدر عربست در حال استفاده است. |
| زهرهٔ ۳      | ۴۷ درجه شرقی | ۱۳۵۶      | در سال ۲۰۰۹/۱۳۸۷ امتیازش باطل شد                             |

## امید
ماهوارهٔ امید نخستین ماهواره‌ای است که تمام مراحل تولید و ساخت آن، در خود ایران انجام شد.
این ماهواره که در ارتفاع ۲۴۶ تا ۳۷۷ کیلومتری از زمین و در قسمت بسیار رقیق  جوّ قرار داشت و در مدار پایین بود و بر اساس مأموریت تعریف شده برای آن، پس از مدتی (در اثر غلبهٔ جاذبهٔ زمین بر اصطکاک هوا) انرژی خود را از دست داده و سقوط کرد.

## مصباح ۱
ماهوارهٔ مصباح نخستین پروژهٔ ایران برای ساخت ماهواره پس از انقلاب بود. این پروژه پس از توقفی ۱۸ ساله در برنامهٔ فضایی ایران که در سال ۱۳۵۶ با ماهوارهٔ ناهید آغاز و پس از انقلاب متوقف شده بود، در سال ۱۳۷۵ توسط سازمان پژوهش‌های علمی و صنعتی ایران (وابسته به وزارت علوم، تحقیقات و فناوری) آغاز شد. وزارت ارتباطات و یک شرکت ایتالیایی در ۱۳۷۷در این پروژه مشارکت کردند.
موافقتنامهٔ ساخت ماهوارهٔ مصباح در سال ۱۳۷۶ میان وزارتخانه‌های علوم و ارتباطات به امضاء رسید و ساخت نمونه آزمایشگاهی این ماهواره طی سال‌های ۱۳۷۸ تا ۱۳۸۰ با همکاری سازمان پژوهش‌های علمی و صنعتی ایران و مرکز تحقیقات مخابرات انجام شد.
ساخت مدل مهندسی و فضایی ماهوارهٔ مصباح نیز با همکاری یک شرکت ایتالیایی توسط نیروهای متخصص داخلی انجام شده است.
ماهوارهٔ مصباح از نوع ماهواره‌های مدار پایین می‌باشد و قرار است از آن برای فعالیت‌های علمی، تحقیقاتی و آموزشی استفاده شود. شناسایی منابع آبی، خاکی، معدنی، هواشناسی، کنترل شبکه‌های آب، برق، نفت و گاز و کمک رسانی در حوادث غیرمترقبه از جمله اهداف ساخت و پرتاپ ماهوارهٔ مصباح است.
ماهوارهٔ مصباح نهایتاً در ۱۲ مرداد ۱۳۸۴ طی مراسمی با حضور سید احمد معتمدی وزیر ارتباطات رونمایی و اعلام شد طی تابستان به فضا فرستاده خواهد شد. اما ماهوارهٔ مصباح نیز همانند ماهوارهٔ ناهید هنوز به فضا پرتاب نشده و سرنوشت مبهمی دارد و با آنکه ده سال از طراحی و ساخت مدل زمینی آن می‌گذرد، هنوز مشخص نیست که چه زمانی به فضا پرتاپ می‌شود. هزینه راه اندازی ماهواره مصباح ۱۰ میلیارد تومان اعلام گردید.
معتمدی وزیر ارتباطات همچنین وعده داد که ساخت ماهواره‌های مصباح ۲ و مصباح ۳ با همکاری متخصصان تایلندی و چینی انجام خواهد شد.
همکاری فضایی ایران و روسیه قرار بود با پرتاب ماهوارهٔ مصباح ادامه یابد.
برای کاهش هزینهٔ پرتاب ماهوارهٔ مصباح تصمیم مسئولان بر آن بود که این ماهواره به همراه ماهواره‌ای دیگر و توسط موشک روسی به نام کازموس-۳ام از پایگاه فضایی پلستسک در نزدیکی مسکو به مدار هزار کیلومتری از سطح زمین پرتاب شود. علت تأخیر در پرتاب ماهواره هماهنگی میان ایران و روسیه در پرتاب همزمان دو ماهواره اعلام شد. اما پس از گذشت ۳ سال ماهواره پرتاب نشد و تبلیغات پیرامون آن قطع شد. علت تأخیر در پرتاب ماهواره اثرگذاری تنش‌های سیاسی دولت بر دولت روسیه اعلام شد.

## مصباح ۲
ماهوارهٔ ملی مصباح ۲ از نوع ماهواره‌های مخابراتی است که در باند بسامد فرابالا کار می‌کند. مأموریت این ماهواره شامل ذخیره و انتقال اطلاعات (Store and Forward)، جمع‌آوری و پخش داده‌ها روی مناطق وسیع و پراکنده (Data Collection System DCS)، سنجش از دور (Remote Sensing) و ناوبری (Navigation) است.
ماهوارهٔ مصباح ۲ با جرم ۷۰ کیلوگرم و ابعاد ۷۰*۵۰*۵۰ سانتی‌متر مکعب، دارای مداری از نوع مدار خورشیدآهنگ و ارتفاع ۱۵+۷۰۰ کیلومتر و زاویه میل ۱/۰ ± ۲/۹۸ درجه بوده و طول عمر آن سه سال پیش‌بینی می‌شود.
هدف از توسعهٔ طرح مصباح ۲ «کسب دانش فنی طراحی، تحلیل، ساخت و آزمایش ماهواره به صورت بومی»، «دستیابی به فضا از طریق طراحی و پرتاب یک ماهواره نزدیک به زمین به منظور جمع‌آوری، بازیابی و پردازش، ضبط و ارسال مجدد داده‌ها» و «ایجاد یک شبکهٔ ارتباطاتی ماهواره برای ارتباط با کاربران در مناطق دورافتاده ایران با دیگر نواحی جغرافیایی دنیا» است.
خدماتی که متناسب با نیاز کاربران می‌توان از طریق ماهوارهٔ مصباح ۲ ارائه نمود شامل سرویس کاربران ثابت (Fixed User Terminal) و سرویس جمع‌آوری داده(Data Collection) بوده و در زمینه‌های گوناگون قابل پیاده‌سازی است.
در تیر ماه ۱۳۹۶ رئیس سازمان فضایی ایران از انتقال ماهواره «مصباح» که بالغ بر ۱۰ میلیارد تومان روی آن سرمایه‌گذاری شده بود به موزه فناوری فضایی خبر داد که به زودی راه‌اندازی می‌شود و گفت: با توجه به گذشت زمان طولانی از ساخت این ماهواره به این نتیجه رسیدیم که ماهوارهٔ مصباح برای پرتاب و بازبینی هزینه‌های زیادی نیاز دارد. از این رو این ماهواره به موزهٔ فناوری فضایی منتقل می‌شود.

## سینا ۱
سینا ۱ نخستین ماهواره و کاوشگر فضایی ایران است. این ماهواره در روز پنجشنبه ۶ آبان ماه سال ۱۳۸۴، بر روی یک موشک ماهواره بر کوسموس-۳ام روسی به فضا پرتاب شد و با موفقیت در مدار اختصاصی ایران قرار داده شد. محل پرتاب آن پایگاه فضایی پلستسک در روسیه بود.
سینا-۱ به سفارش وزارت علوم، تحقیقات و فناوری در شرکت پالیوت در شهر اُمسک روسیه طراحی و ساخته شده بود. محمود احمدی‌نژاد رئیس‌جمهور ایران، در سال ۱۳۸۸ اعلام کرد که کشورهای مشارکت‌کننده در ساخت و پرتاب این ماهواره پس از پرتاب آن گفتند که نفهمیدیم چه شد آن را گم کرده‌ایم.
موقعیت فعلی این ماهواره در سایت n2yo قابل دیدن است.
سنجش از دور، دریافت، ذخیره و ارسال داده‌های مخابراتی دو مأموریت ماهواره سینا می‌باشد که بخش سنجش از دور، در موارد کشاورزی، تشخیص پوشش زمین از نظر گیاهی، تغییرات زمین‌شناختی مانند سیل و آتشفشان و غیره کاربرد خواهد داشت. تبادل اطلاعات میان کاربران زمینی و ارائه سرویس‌های پست الکترونیک و انتقال فایل نیز از جمله کاربردهای محموله مخابراتی سینا به‌شمار می‌رود.

## طلوع
ماهواره طلوع با نام کامل طلوع-۱، نخستین ماهواره سنجش از راه دور ایران که در ۱۴ بهمن ۱۳۸۸ روز ملی فناوری ماهواره‌ای رونمایی شده و قابل پرتاب با موشک ماهواره‌بر سیمرغ دارای فناوری‌هایی مانند محموله تصویربرداری، کنترل وضعیت مکانیزم‌ها و سلول‌های خورشیدی که مأموریت اصلی این ماهواره، تصویربرداری تک طیفی با تفکیک‌پذیری ۵۰ متر، ذخیره و ارسال داده‌های تصویر به ایستگاه‌های زمینی می‌باشد.
مدار ماهواره طلوع از نوع ارتفاع پایین و ارتفاع مدار آن بیش از ۵۰۰ کیلومتر است و ۲ سال عمر مفید برای آن پیش‌بینی می‌شود. انرژی ماهواره طلوع توسط آرایه‌های خورشیدی از روی بدنه و باتری‌های ثانویه تأمین خواهد شد. جرم این ماهواره ۱۰۰ کیلو و ابعاد این سازه ۶ ضلعی به عرض ۸۶ و ارتفاع ۱۰۰ سانتی‌متر است.
ماهواره سنجشی طلوع ۱ با قابلیت تفکیک ۲۵ متر است و قرار است که این میزان دقت در ماهواره طلوع ۴ به ۱۰ متر برسد. 
در نهایت ماهواره طلوع در مرداد ۱۳۹۶ و از پایگاه پرتاب امام خمینی و با ماهواره‌بر سیمرغ به فضا پرتاب شد که این پرتاب موفقیت‌آمیز نبود و ماهواره در مدار قرار نگرفت.

## رصد
«ماهواره رصد»، دومین ماهواره ایرانی است که توسط موشک‌های حامل ایرانی به فضا فرستاده شده است. این ماهواره همچنین نخستین ماهواره تصویربرداری ایران محسوب می‌شود. «رصد»، با نام کامل رصد-۱، که در تاریخ ۲۵ خرداد ۱۳۹۰ (۱۵ ژوئن ۲۰۱۱) به فضا پرتاب شده بود، روز ۱۵ تیرماه ۱۳۹۰ (۶ ژوئیه ۲۰۱۱) مجدداً وارد جو شد و به عمر تقریباً سه هفته‌ای خود پایان داد.

## نوید
ماهواره نوید علم و صنعت که به اختصار ماهواره نوید نیز نامیده می‌شود، سومین ماهواره پرتاب شده ایرانی و نخستین ماهواره ساخت مرکز تحقیقات ماهواره‌ای دانشگاه علم و صنعت است که در ۱۴ بهمن ۱۳۸۸ مصادف با روز فناوری فضایی رونمایی شده بود. مأموریت این ماهواره تصویربرداری از زمین با وضوح تصویر ۷۵۰ متر مبتنی بر روش جاروبی و به صورت تک باند است ماهواره نوید علم و صنعت در ساعت سه و نیم بامداد (به وقت محلی) روز جمعه، ۱۴ بهمن ۱۳۹۰ از پایگاه فضایی سمنان به فضا پرتاب شد.
این ماهواره مکعب شکل و با ابعاد ۵۰×۵۰×۵۰ سانتی‌متر و جرم ۵۰ کیلوگرم ساخته شده که به منظور استقرار در مدار بیضوی با ارتفاع ۲۵۰ تا ۳۷۵ کیلومتر و زاویه انحراف مداری ۵۵ درجه طراحی شده است. ارتباط ماهواره با ایستگاه زمینی از طریق سه فرستنده و گیرنده در باندهای وی‌اچ‌اف و یواچ‌اف برقرار است و تأمین انرژی آن نیز توسط صفحات خورشیدی نصب شده بر بدنه جانبی سازه ماهواره در کنار باتری و بهره‌گیری از تنظیم‌کننده‌ها و مبدل‌های ولتاژ صورت می‌گیرد. با توجه به مدار این ماهواره، می‌توان انتظار داشت که هر ۹۰ دقیقه یکبار زمین را دور بزند.

## فجر
ماهواره فجر به عنوان اولین ماهواره با مأموریت انتقال مداری کشور با قابلیت تغییر مدار ۲۵۰ تا ۴۵۰ کیلومتر بیضوی به مدار ۴۵۰ کیلومتر دایره‌ای با استفاده از پیشبرنده گاز سرد (تراست گاز سرد) است که سبب افزایش طول عمر ماهواره به یک و نیم سال می‌شود این ماهواره با کمک ماهواره‌بر سفیر ۱-ب در سیزدهم بهمن ۱۳۹۳ به فضا پرتاب شد. درحالی‌که اعلام شده بود ماهواره فجر ۱٫۵ سال در مدار باقی خواهد ماند، پایگاه مستقل n2yo.com گزارش داده که این ماهواره در تاریخ ۲۶ فوریه ۲۰۱۵ / ۶ اسفند ۱۳۹۳ سقوط کرده است. نزول مداری سریع این ماهواره نشان از عملکرد نادرست سیستم پیشرانش و رانش‌زاهای ماهواره‌ای دارد.

## ناهید
ماهوارهٔ ناهید در سال ۱۳۹۵ با حضور رئیس‌جمهور ایران رونمایی شد. ناهید و پارس ۱ تنها ماهواره‌ای است که صفحات آن به صورت خورشیدی باز می‌شود؛ این در حالی است که تاکنون صفحات ماهواره‌هایی که توسط دانشمندان ایرانی ساخته شده‌اند، بر روی بدنهٔ آنها چسبیده بوده‌اند، اما ناهید قابلیت بازشدن صفحات را ممکن خواهد کرد.
تاریخچهٔ ساخت این ماهواره به پیش از انقلاب می‌رسد.
بعد از انقلاب اسلامی ایران و آغاز جنگ، این پروژه مانند نیروگاه هسته‌ای بوشهر متوقف شد اما وزارت ارتباطات و فناوری اطلاعات در سال ۱۳۸۳ قراردادی ۱۳۲ میلیون دلاری را با کشور روسیه برای طراحی، ساخت و پرتاپ ماهوارهٔ ناهید امضا کرد.
دکتر محسن بهرامی، رئیس سازمان فضایی ایران گفته ناهید یک در سال ۹۵ پرتاب می‌شود و قرارداد ناهید دو آماده شده که به زودی ابلاغ خواهد شد.

## پیام
ماهواره پیام بامداد ۲۵ دی ۱۳۹۷ با ماهواره‌بر سیمرغ به فضا پرتاب شد اما بنا به اعلام محمد جواد آذری جهرمی وزیر ارتباطات، این پرتاب با موفقیت همراه نبود و ماهواره پیام در مدار قرار نگرفته است. این ماهواره با مشارکت چهار دانشکده مهندسی هوافضا، برق کامپیوتر و مکانیک و ۱۶ نفر از استادان دانشکده‌های دانشگاه امیر کبیر ساخته شده و علاوه بر آن بخش عمده فعالیت بر عهده دانشجویان ارشد و دکتری بوده است. این ماهواره از سری میکرو ماهواره‌های توسعه فناوری فضایی بود که به منظور تصویربرداری سه‌طیفی (سبز- قرمز و مادون قرمز نزدیک) و پانکروماتیک از محدوده ایران (به‌صورت نزدیک به زمان‌واقعی و ذخیره- ارسال)، ذخیره و ارسال پیام (S&F) و اندازه‌گیری تشعشعات فضایی، ساخته شد. طراحی این ماهواره از سال ۸۴ آغاز شد. با وزن این ماهواره ۱۰۰ کیلوگرم و ارتفاع مداری طراحی شده برای ماهواره پیام ۵۰۰ کیلومتر و با شیب مداری ۵۵ درجه و تصاویری با دقت ۴۵ متر ارسال می‌کرد.

## ظفر
ظفر ماهوارهٔ سنجش از دور است و پایان سال ۱۳۹۹ با ماهواره‌بر ایرانی و بومی سیمرغ پرتاب شد. این ماهواره قرار است در مدار دایره‌ای حرکت کند. وزن این ماهواره ۱۱۳ کیلوگرم و دارای طول عمر تجهیزاتی ۱٫۵ سال است.
بر روی این ماهواره ۴ دوربین رنگی نصب می‌شود. این دوربین‌ها دارای وضوح ۲۶ برای ظفر-۱ و ۱۶متری برای ظفر-۲ است و قادر به تصویربرداری از سطح زمین خواهد بود. به گفتهٔ محققان، این ماهواره دقت سیستمِ کنترل تعیین وضعیت ماهوارهٔ ظفر نسبت به ماهوارهٔ نوید ۳۰۰ درصد پیشرفت داشته است.
این ماهواره ۲۰ بهمن سال ۹۸ به فضا پرتاب شد و به‌علت عدم تغذیهٔ ماهواره توسط ماهواره‌بر سیمرغ در مدار زمین قرار نگرفت.

## نور ۱
نور ۱، یک ماهوارهٔ چندمنظورهٔ ساخت ایران است که در روز چهارشنبه ۳ اردیبهشت ۱۳۹۹ توسط سپاه پاسداران و به‌وسیلهٔ ماهواره‌بر قاصد از کویر مرکزی ایران با موفقیت در مدار ۴۲۵ کیلومتری زمین قرار گرفت.
نور ۱، اولین ماهوارهٔ نظامی ایران است که در مدار قرار گرفته است. طبق عوارض زمینی مشهود در تصاویر ماهواره ای گرفته شده از فضا توسط نور ۱ (مانند پهنای نفتکش های ایران در سواحل برزیل)، قدرت تفکیک این ماهواره بایستی در حدود ۲۰ متر بوده باشد.

## نور ۲
ماهواره نور ۲ دومین ماهوارهٔ نظامی ساخت جمهوری اسلامی ایران است که توسط قاصد نیروی هوافضای سپاه پاسداران انقلاب اسلامی به فضا پرتاب شد و در مدار ۵۰۰ کیلومتری زمین قرار گرفت. این ماهواره می تواند با دقت تفکیک 13 متر از ارتفاع 500 کیلومتری تصویربرداری نماید.

## نور ۳
ماهواره نور ۳ سومین ماهوارهٔ نظامی ساخت جمهوری اسلامی ایران است که در تاریخ چهارشنبه ۵ مهر ۱۴۰۲ توسط ماهواره‌بر قاصد نیروی هوافضای سپاه پاسداران انقلاب اسلامی در مدار ۴۵۰ کیلومتری زمین با مأموریت تصویربردای قرار گرفت. این ماهواره می تواند با دقت تفکیک 5 متر از ارتفاع 500 کیلومتری تصویربرداری نماید.

## مبین ۱ و مبین ۲

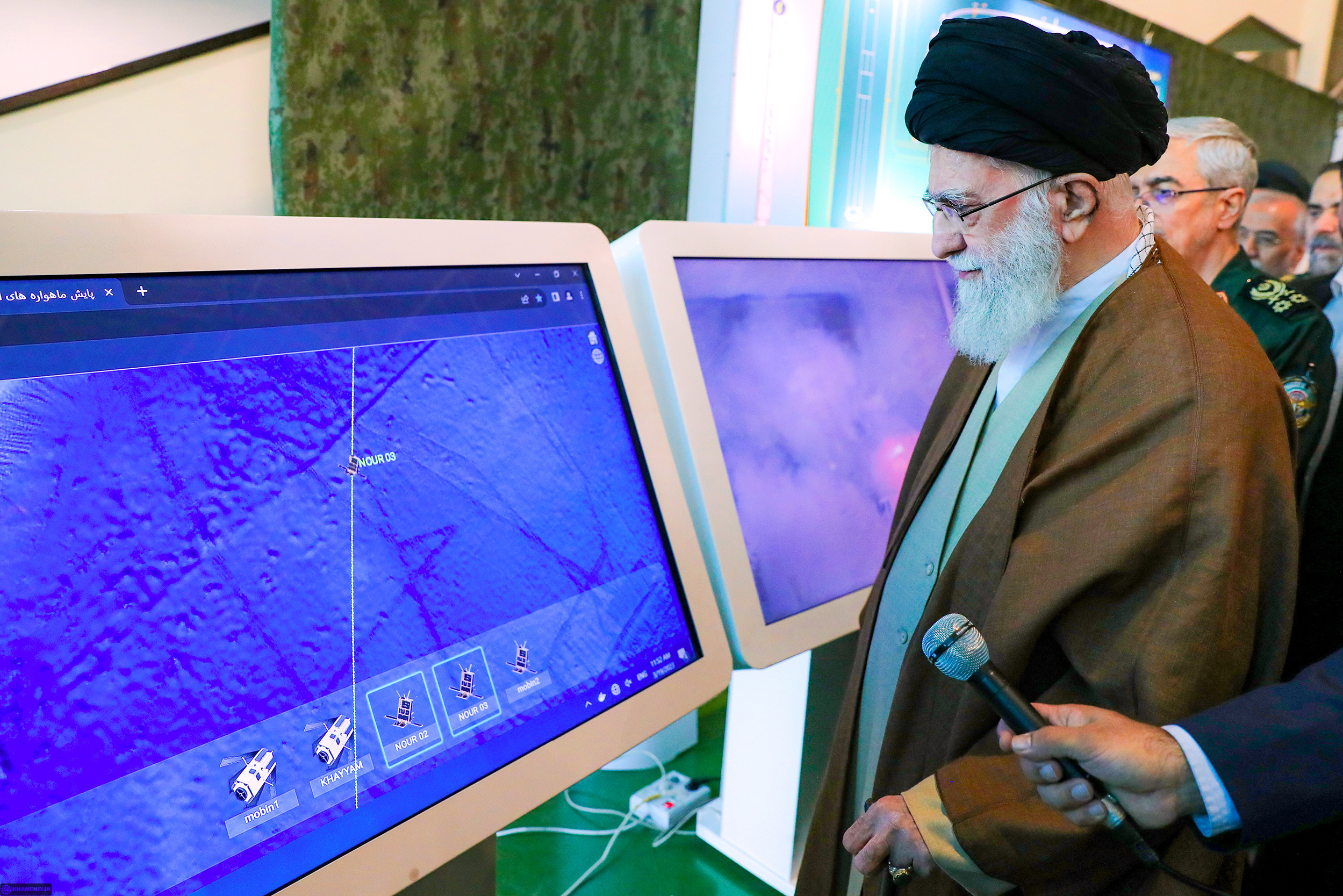
نام ماهواره‌های مبین ۱ و مبین ۲ روی نمایشگر دیده می‌شود - بازدید آیت الله خامنه ای از نمایشگاه دستاوردهای نیروی هوافضای سپاه پاسداران

در جریان بازدید فرمانده کل قوا از نمایشگاه دستاوردهای نیروی هوافضای سپاه پاسداران در ۲۸ آبان ۱۴۰۲ نام پنج ماهواره در اختیار این نیرو رسانه ای شد که در میان آنها مبین ۱ و مبین ۲ وجود دارد اما مشخص نیست این دو ماهواره چه زمانی به فضا پرتاب شده‌اند و اطلاعات آنها محرمانه باقی مانده است.

## خیام
ماهواره خیام در روز ۱۸ مرداد ۱۴۰۱، ساعت ۱۰و۲۳دقیقه صبح به وقت تهران در پایگاه فضایی بایکونور قزاقستان با موشک سایوز روسیه با موفقیت پرتاب شد.
وزن این ماهواره ۶۰۰ کیلوگرم و در مدار ۵۰۰ کیلومتری زمین در حال چرخش است؛ عمر مأموریتی این ماهواره ۵ سال گزارش شده. این ماهواره، دارای قدرت تصویربرداری با توان تفکیک 1 متر است.

## ثریا
ماهواره ثریا در صبح روز ۳۰ دی ۱۴۰۲، به وقت تهران پرتاب شده است و تا این لحظه جزئیات بیشتری از زمان و مکان پرتاب آن در دست نیست.
وزن این ماهواره ۵۰ کیلوگرم اعلام شده و گفته شده به مدار ۷۵۰ کیلومتری زمین تزریق شده است
ثریا توسط موشک قائم ۱۰۰ سپاه پاسداران پرتاب شده است. براساس اخبار منتشر شده این موشک دارای سوخت جامد و سه مرحله‌ای است.

## مهدا
ماهواره مهدا یک ماهواره ۳۲ کیلوگرمی از ماهواره‌های سبک‌وزن پژوهشگاه فضایی ایران است.
این ماهواره به منظور آزمایش زیرسامانه‌های توسعه‌یافته ماهواره‌ای طراحی و ساخته شده است.
صبح روز ۸ بهمن ۱۴۰۲ بود که در یک پروژه مشترک بین وزارت ارتباطات و فناوری اطلاعات و وزارت دفاع، ماهواره‌بر سیمرغ برای نخستین بار، به‌طور همزمان ماهواره مهدا و ۲ محموله تحقیقاتی دیگر را با موفقیت در مدار ۴۵۰/۱۱۰۰ کیلومتری قرار داد.
مأموریت اصلی این ماهواره، بررسی صحت عملکرد ماهواره‌بر سیمرغ در تزریق چندگانه محموله‌های فضایی در مدار پایین زمین و ارزیابی عملکرد برخی از طراحی‌های جدید و قابلیت اطمینان فناوری‌های بومی در فضا است.

### نام گذاری
مدیر پروژه مهدا دکتر محمد ندافی پور میبدی بود که وقتی بیش از ۹۰ درصد پروژه را پیش برده بود، در جریان شیوع کرونا در اثر ابتلا به این بیماری درگذشت و پژوهشگاه فضایی ایران به پاس خدمات وی، نام دختر او، مهدا، را بر این ماهواره نهاد.

## کیهان ۲
نانوماهواره کیهان ۲، از سری ماهواره‌های مکعبی شرکت صنایع الکترونیک ایران وزارت دفاع (صاایران) با وزن کمتر از ۱۰ کیلوگرم است که همراه ماهواره مهدا پرتاب شد.
این ماهواره برای اثبات فناوری موقعیت‌یابی فضاپایه طراحی و ساخته شده است.
ماهواره کیهان ۲ امکان تعیین موقعیت را به صورت بومی و مستقل از سامانه‌های موقعیت‌یابی جهانی، برای گیرنده‌های زمینی فراهم می‌کند. در این ماهواره، از زیرسامانه تعیین و کنترل وضعیت به منظور نشانه‌روی پایدار و دقیق به سمت زمین، استفاده شده است.

## هاتف ۱
نانوماهواره هاتف ۱ از سری ماهواره‌های مکعبی ساخت شرکت صاایران با وزن کمتر از ۱۰ کیلوگرم به منظور اثبات فناوری مخابرات باند باریک با کاربرد اینترنت اشیا است.
این ماهواره به عنوان نسخه آزمایشی اول از مجموعه ماهواره‌های منظومه ماهواره‌ای شهید سلیمانی، همراه با ماهواره مهدا به فضا پرتاب شد.

## پارس ۱
ماهواره پارس ۱، ماهواره‌ای تحقیقاتی است که مراحل طراحی، ساخت، تجمیع و آزمون آن در پژوهشگاه فضایی ایران انجام شده است. این ماهواره ۱۳۴ کیلوگرمی، از سری ماهواره‌های تحقیقاتی - سنجشی پژوهشگاه فضایی ایران است و به منظور تصویربرداری کاربردی، توسعه بازار داده‌های سنجشی داخلی، و توسعه و آزمون فناوری‌های مورد نیاز ماهواره‌های سنجشی عملیاتی بومی طراحی و تولید شده است و توسط پرتابگر سایوز در 10 اسفند 1402 به فضا پرتاب شد.

## چمران ۱
ماهواره تحقیقاتی «چمران۱» که از سوی گروه فضایی صنایع الکترونیک ایران(صاایران) با همکاری و مشارکت پژوهشگاه هوافضا و شرکت‌های خصوصی دانش بنیان طراحی و ساخته شده است، شنبه ۲۴ شهریور ماه ۱۴۰۳ توسط ماهواره بر «قائم ۱۰۰» پرتاب شد و با موفقیت در مدار ۵۵۰ کیلومتری قرار گرفت.
ماموریت اصلی ماهواره «چمران-۱» اثبات فناوری مانور مداری در ارتفاع و فاز بوده است.ارزیابی زیر سامانه پیشرانش گاز سرد در سامانه‌های فضایی و ارزیابی عملکرد زیر سامانه‌های ناوبری و کنترل وضعیت از ماموریت‌های فرعی این محموله فضایی به شمار می‌رود. در نیمه دوم آبان 1403 به صورت رسمی در رسانه های ایران اعلام شد که مانورهای مداری کاهش ارتفاع، افزایش ارتفاع و ملاقات در مدار (با بقایای بدنه موشک حامل)، با موفقیت توسط ماهواره چمران انجام پذیرفته است.

## کوثر
یک ماهواره سنجش از دور (تصویربرداری) که ساخته شده و تملک شده توسط بخش خصوصی در ایران است و در تاریخ 15 آبان 1403 با پرتابگر سایوز با موفقیت به فضا پرتاب شد. بخشی از منظومه ماهواره ای مد نظر به نام «دونما» است. ماهواره کوثر ۳۰ کیلوگرم وزن دارد و عمر مداری آن 3 سال عنوان شده است. این ماهواره به همراه ماهواره هدهد، «اولین ماهواره‌های ساخته شده توسط بخش خصوصی» که توسط «شرکت دانش‌بنیان امید فضا» طراحی و تولید شده‌‌اند شناخته می‌شوند.
سفیر ایران در مسکو، در تاریخ ۱۵ آبان تأیید کرد این ماهواره‌ها از پایگاه فضایی وستوچنی روسیه توسط ماهواره‌بر «سایوز ۲.۱ ب» به سمت مدار ۵۰۰ کیلومتری زمین پرتاب شدند و قرار است به زودی در مدار مورد نظر قرار گیرند. گفته شده که ماهواره کوثر با هدف «سنجش از دور زمین» ساخته شده است.

## هدهد
یک ماهواره ارتباطی IoT که ساخته شده و تملک شده توسط بخش خصوصی در ایران است و در تاریخ 15 آبان 1403 با پرتابگر سایوز با موفقیت به فضا پرتاب شد. این ماهواره هم بخشی از منظومه ماهواره ای مد نظر به نام «دونما» است. هدهد ۴ کیلوگرم وزن دارند و عمر مداری آن 4 سال عنوان شده است. این ماهواره به همراه ماهواره کوثر، «اولین ماهواره‌های ساخته شده توسط بخش خصوصی» که توسط «شرکت دانش‌بنیان امید فضا» طراحی و تولید شده‌‌اند شناخته می‌شوند. گفته شده که ماهواره هدهد با هدف «استفاده از اینترنت اشیا در پهنای باند باریک» ساخته شده است.

## فخر ۱
نانو ماهواره «فخر ۱» در روز 16 آذر 1403 به عنوان محموله جانبی به همراه بلوک انتقال مداری «سامان۱» و یک محموله تحقیقاتی دیگر توسط ماهواره‌بر سیمرغ به فضا پرتاب شد. این ماهواره به سفارش ارتش جمهوری اسلامی ایران توسط شرکت صاایران و با مشارکت دانشگاه صنعتی مالک اشتر طراحی، ساخته و پرتاب شده است. ایران اعلام داشته که این ماهواره به منظور پاسداشت خدمات دانشمند شهید دکتر محسن فخری زاده، به نام «فخر ۱» نام‌گذاری شده است دارای ابعاد ۳ واحدی(۳U)  بوده و جرم آن کمتر از ۱۰ کیلوگرم است.

## ناوک
میکروماهواره ناوک با وزن 40 کیلوگرم در تاریخ 28 بهمن 1403 با ماهواره بر سیمرغ بهینه، به مدار GTO (حضیض 200 و اوج 31000کیلومتری) پرتاب شد (یا اعلام شد که بزودی پرتاب می شود) و اینگونه، اولین ماهواره ارتفاع بلند ایران است.

## ناهید ۲
ماهواره ناهید ۲ در تاریخ سوم مرداد 1404 با پرتابگر سایوز روسی از پایگاه فضایی وستوچنی در شرق دور روسیه با موفقیت به فضا پرتاب شد.

## واکنش‌ها
- فرانسه روز پنجشنبه پرتاب ماهوارهٔ نظامی ایران به مدار زمین را محکوم کرد.
- و گفت این عمل نقض قطعنامهٔ شورای امنیت ملل متحد است.[۶۶]
- پمپئو وزیر امور خارجهٔ آمریکا به خبرنگاران گفت :
- «من فکر می‌کنم ایران باید نسبت به آنچه انجام داده مورد حسابرسی قرار بگیرد.»[۶۷]